# Amata gigantea
Amata gigantea är en fjärilsart som beskrevs av Turati 1917. Amata gigantea ingår i släktet Amata och familjen björnspinnare. Inga underarter finns listade i Catalogue of Life.